# Z189
Z189 (189-я судостроительная компания) — государственная верфь во Вьетнаме, управляемая Министерством обороны.
Верфь была основана в 1989 году в районе Хайан, Хайфон.

## История
До января 1989 года Z189 была известна как Xưởng 10B (Цех 10B) и был частью Третьего военного округа.

## Проекты
- MSSARS 9316 — судно-спасатель подводных лодок[4][5]
- DN 2000 — судно береговой охраны Вьетнама[6]
- VCM-01 — собственная версия российского противокорабельного ракетного комплекса «Уран-Э»[7]
- K122 — серия транспортно-логистических судов[8] (HQ-571[9] и госпитальное судно HQ-561[10])